# Cañizar de Amaya
Cañizar de Amaya es una localidad española del municipio burgalés de Sotresgudo, en la comunidad autónoma de Castilla y León. Pertenece al partido judicial de Villadiego.

## Datos generales
En 2024, contaba con 55 habitantes. Está situado a 4 km al oeste de la capital del municipio, Sotresgudo, en la carretera que después atraviesa Sotovellanos y nos conduce a Herrera de Pisuerga. Dista 59 km de la capital, Burgos, por la carretera BU-627, en la vertiente sur y a unos 10 km del vértice geodésico de primer orden, Peña Amaya. Bañado por el arroyo de Soto Román.

## Historia

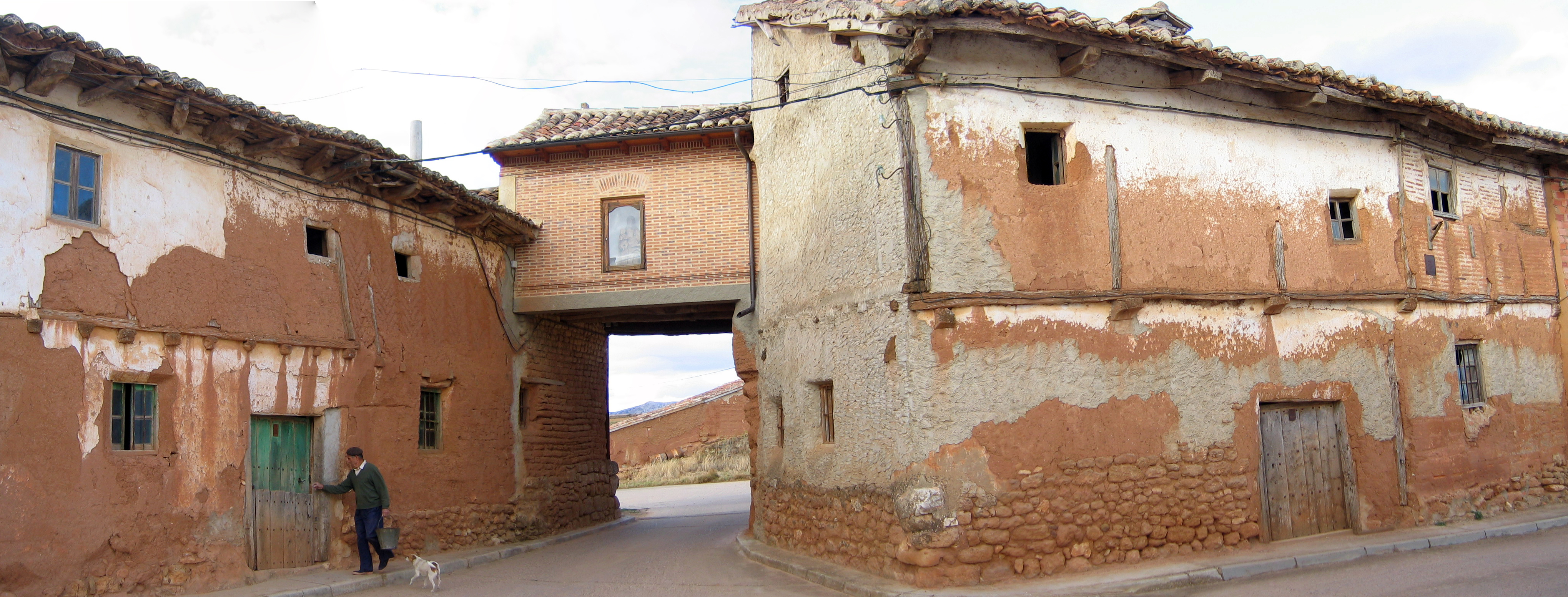
Vista interior de la puerta de la cerca de la localidad

### Edad Media
En 1352, de acuerdo con el libro Becerro de las Behetrías, en Cañizar de Amaya se protegía la cría caballar.

### Edad Moderna
En el catastro del marqués de la Ensenada (1752) aparece como Cañizal junto Amaya, bajo la jurisdicción de Villadiego perteneciente al duque de Frías y compartida con el vizconde de Amaya (35 vecinos, incluidas viudas).
Lugar que formaba parte de la Cuadrilla de Cañizal en el Partido de Villadiego, uno de los catorce que formaban la Intendencia de Burgos, durante el periodo comprendido entre 1785 y 1833, en el Censo de Floridablanca de 1787, jurisdicción de señorío siendo su titular el duque de Frías, alcalde pedáneo.
Antiguo municipio, denominado Cañizal de Amaya en Castilla la Vieja , partido de Villadiego código INE- 09511 .
En el censo de la matrícula catastral contaba con 22 hogares y 87 vecinos.
Entre el censo de 1857 y el anterior, este municipio desaparece porque se integra en el municipio 09532 Quintanilla de Riofresno.
Entre el censo de 1940 y el anterior, aparece este municipio porque se segrega del municipio 09042 Barrio de San Felices.
Entre el censo de 1950 y el anterior, este municipio desaparece porque se integra en el municipio 09042 Barrio de San Felices.

## Demografía
| Gráfica de evolución demográfica de Cañizar de Amaya entre 1842 y 1940 |
| |
| Población de derecho según los censos de población del INE Población de hecho según los censos de población del INEEn este censo se denominaba Cañizal de Amaya: 1842. Entre el censo de 1857 y el anterior, este municipio desaparece porque se integra en el municipio Quintanilla de Riofresno. Entre el censo de 1940 y el anterior, aparece este municipio porque se segrega del municipio Barrio de San Felices. Entre el censo de 1950 y el anterior, este municipio desaparece porque se integra en el municipio Barrio de San Felices. |

## Curiosidades
El vicario del arciprestazgo de Campo, que incluía "Cañizal", Manuel José del Hoyo, afirma que, según tradición, Babieca, el caballo del Cid, era de Cañizal.

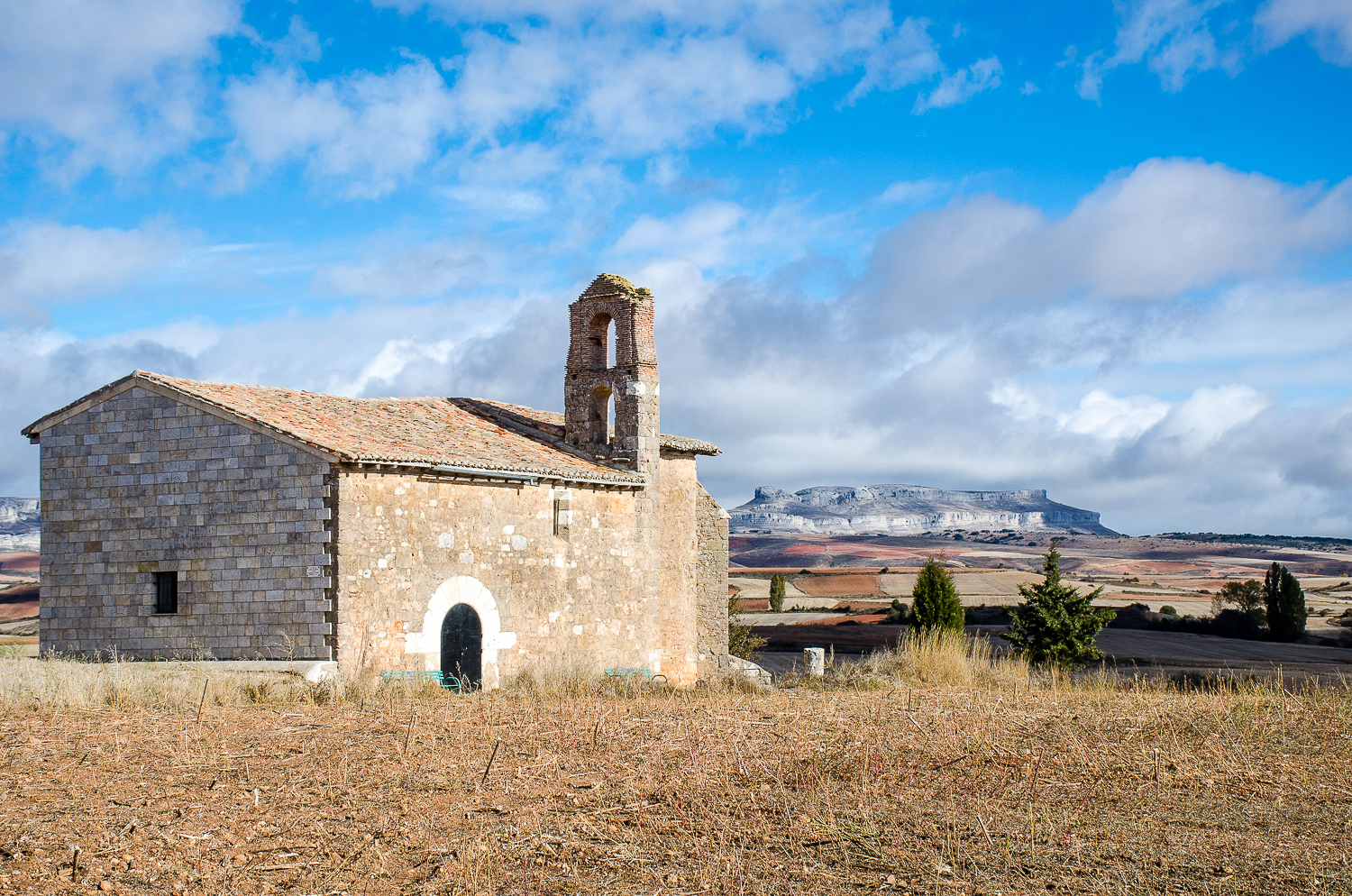
Ermita de Santa Lucía

## Patrimonio
- Iglesia de la Asunción: Datada en el siglo XVI, si bien ésta se encuentra sobre otra hubo otra edificación religiosa anterior más pequeña. Destaca el retablo del altar mayor y él pórtico.
- Cerca defensiva: Dota a la villa de su característica forma ovalada, la cual aprovecha la parte de atrás de muchas de las casas actuales. Aún se conserva una de las puertas de entrada recientemente restaurada.
- Ermita de Santa Lucía: Del siglo XVIII con restos del XVI. Estilo popular. Tiene una espadaña lateral de dos cuerpos.[6]

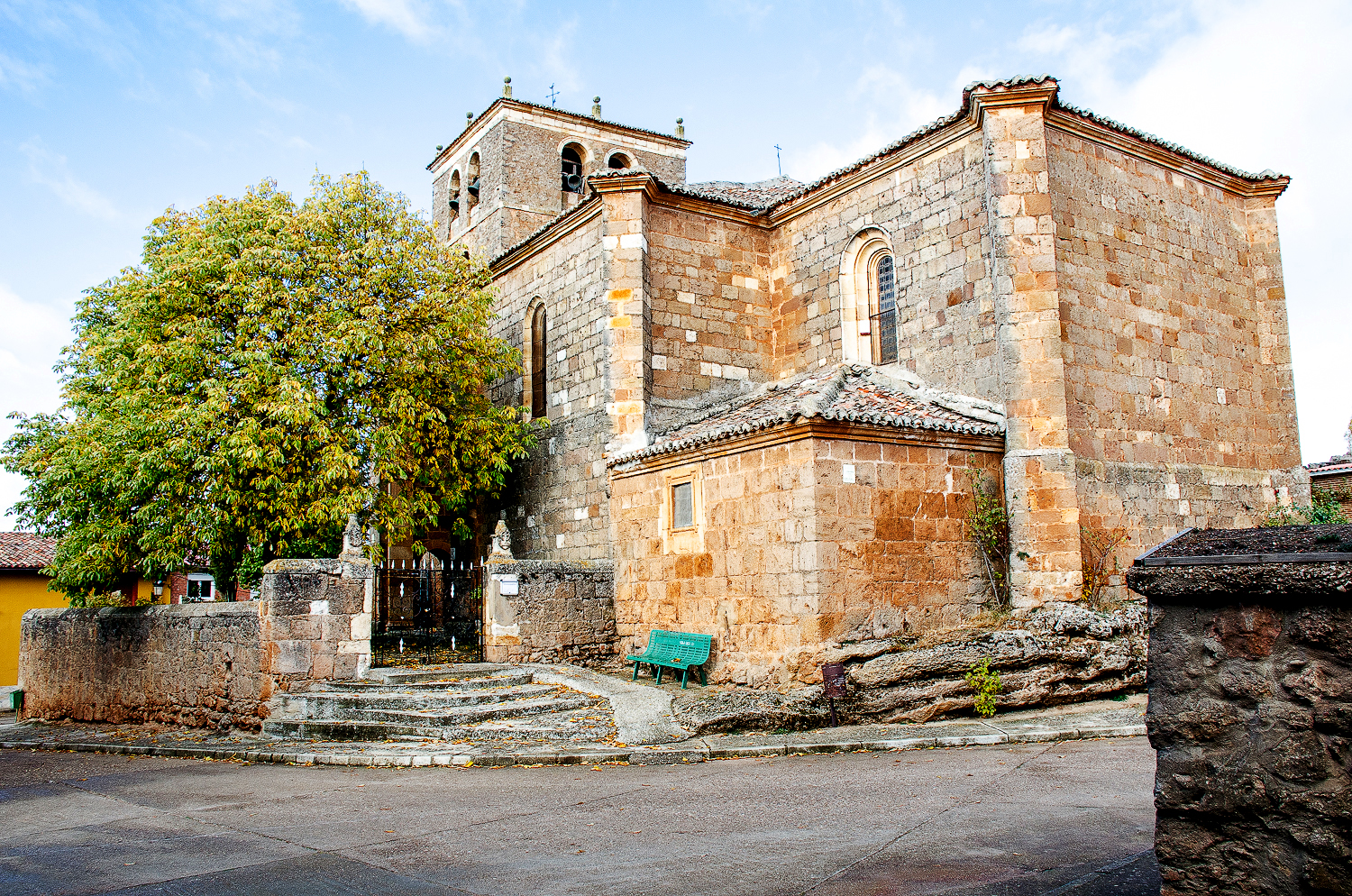
Iglesia de Nuestra Señora de la Asunción